# نهائي كأس إفريقيا للأندية البطلة 1990
نهائي كأس أفريقيا للأندية البطلة 1990 هي المباراة النهائية للنسخة 26 مندوري أبطال أفريقيا . توج شبيبة القبائل الجزائري بالكأس للمرة الثانية في تاريخه على حساب إف سي نيكانا الزامبي .

## الفرق
| الفريق                   | مشاركة سابقة (الخط الغليظ يشير إلى بطل تلك النسخة) |
| ------------------------ | -------------------------------------------------- |
| الشبيبة الرياضية للقبائل | 1 (1981)                                           |
| نادي نكانا               | 0                                                  |

## النهائي
| شبيبة القبائل | 1 - 0 | نكانا |
| ------------- | ----- | ----- |
|               | تقرير |       |

| نكانا         | 1 - 0 | شبيبة القبائل |
| ------------- | ----- | ------------- |
|               | تقرير |               |
| ركلات الترجيح |       |               |
|               | 3 - 5 |               |